# 순치 비음
순치 비음(脣齒鼻音)은 자음의 하나로 이와 입술을 사용하여 조음하는 비음이다.

## 특징
- 조음 방법은 조음기관 내의 공기의 흐름을 차단하여 만드는 파열음이다.
- 발성 기관 속의 공기의 흐름을 차단하고, 일부를 코로 흐르게 했다가 내는 비음이다.
- 윗니와 아랫입술로 조음하는 순치음이다.
- 조음할 때 성대가 울리는 유성음이다.
- 코와 입을 통하여 공기가 빠져나가는 비강음이다.
- 기류가 혀 옆이 아니라 중앙으로 빠져나가는 중설음이다.
- 발성 방법은 인후나 입이 아니라 폐로부터 발성기관으로 공기가 빠져나가는 폐장기류음이다.

## 발음의 예
- 독립 음운으로써의 순치 비음은 거의 없다. 주로 /f, v, ʋ/ 앞의 m이나 n에서 변이음으로 나타난다.